# 유현초등학교 (경기)
유현초등학교(柳峴初等學校)는 대한민국 경기도 김포시에 있는 공립 초등학교이다.

## 학교 연혁
- 2000년 4월 27일 유현초등학교 설립 인가
- 2001년 3월 1일 초대 박진호 교장 취임
- 2001년 3월 1일 유현초등학교 개교(12학급)
- 2003년 2월 18일 제1회 졸업식 거행
- 2005년 3월 1일 제2대 박귀옥 교장 취임
- 2006년 3월 24일 시청각실 준공
- 2008년 3월 1일 경기도교육청지정 방과후학교 시범학교 운영
- 2009년 3월1일 제3대 류시호 교장 취임
- 2010년3월 1일 경기도교육청지정 독서논술 시범학교 운영
- 2010년 3월 1일 경기도교육청승인 영재학급 1학급 편성운영
- 2013년 3월 1일 제4대 김봉수 교장 취임
- 2014년 : 유현 오케스트라 창단
- 2014년 1월 4일 : 학교폭력, 범죄 예방용 cctv 전면 교체
- 2014년 2월 14일 : 제12회 졸업식 거행
- 2014년 3월 1일 : 초37(1) 유치원1학급 편성
- 2015년 2월 13일 : 제13회 졸업식 거행
- 2015년 3월 2일 : 초46(1) 유치원1학급 편성